# Гней Юлий Ментон
Гней Юлий Ментон (лат. Gnaeus Iulius Mento; V век до н. э.) — римский политический деятель из патрицианского рода Юлиев, консул 431 года до н. э.
Коллегой Гнея Юлия по консульству стал Тит Квинкций Пен Цинциннат. По словам Тита Ливия, когда эквы и вольски сосредоточили при Альгиде большие силы для нападения на Рим, консулы двинулись навстречу врагу. Однако идея совместного командования себя не оправдала: «всех пугало криводушие консулов, их раздоры и стычки при совещаниях». Поэтому сенат постановил назначить диктатора; заставить консулов подчиниться этому решению смогли только народные трибуны.
Диктатор Авл Постумий Туберт, отправляясь на войну, оставил Гнея Юлия в Риме для обороны города.